# Comodo Internet Security
COMODO Internet Security — це програмний комплекс, що складається з Comodo AntiVirus та Comodo Firewall для Microsoft Windows XP, Vista та Windows 7. Comodo AntiVirus та Comodo Firewall можуть бути встановлені окремо і використовуватися як самостійні продукти.

## Можливості програми
1. Проактивний захист.
2. Евристичний аналіз.
3. Захист від інтернет-атак.
4. Захист від переповнення буфера.
5. Захист від несанкціонованого доступу та вірусів.
6. Захист важливих системних файлів і записів реєстру від внутрішніх атак.
7. Щоденні, автоматичні оновлення антивірусних баз.
8. Ізолювання підозрілих файлів до карантину для запобігання інфекції.
9. Вбудований планувальник сканування.
10. Сканування на наявність шкідливих програм у безпечному режимі Windows.
11. Можливість створення точок відновлення системи.
12. Можливість створення точок відновлення Comodo Time Machine.
13. Використання технології пісочниці

## Особливості програми

### ThreatCast
ThreatCast — це заснована на співтоваристві система рекомендацій, що збирає інформацію про рішення інших користувачів щодо певних дій на комп'ютері користувача. Ці дані показуються у вікні попередження, даючи користувачеві уявлення про безпеку або небезпеку дії.

### HIPS (Defense +)
Проактивним захистом є HIPS (Host Intrusion Prevention Systems) — система зображення локальних загроз. Завданням HIPS є контроль за роботою програм і блокування потенційно небезпечних операцій за заданими критеріями.

## Системні вимоги
Comodo Internet Security 32-bit (32-розрядна):
- Операційна система: Windows 7/Vista/XP SP2
- Оперативна пам'ять: 64 MB RAM
- Вільний простір на жорсткому диску: 150 MB

Comodo Internet Security 64-bit (64-розрядна):
- Операційна система: Windows 7/Vista/XP SP2
- Оперативна пам'ять: 64 MB RAM
- Вільний простір на жорсткому диску: 175 MB